# 東海高速公路
東海高速公路（：／ Donghae gosokdoro */?）是從釜山廣域市海雲台區沿著日本海（東海）通往江原道束草市的高速公路。現時共有釜山廣域市海雲台區到浦項市的100公里及三陟市到束草市的104公里兩個路段通車。
海雲台到蔚山系統區間由釜山蔚山高速道路會社管轄，並稱為釜山蔚山高速道路；整條高速道路根據總統令命名為東海高速道路。

## 歴史
- 1974年3月26日- 開工。
- 1975年10月14日-泉谷出入口-安仁出入口通車。
- 1983年5月1日-開始收費。
- 1988年12月15日-接通嶺東高速公路。
- 2001年8月24日-路線編號由7號改為65號。
- 2001年11月28日-江陵交流道-縣南交流道（20.1公里）間開通。
- 2004年12月15日-新路線（東海交流道-江陵交流道）改線到既有路線西側。
- 2009年11月27日-縣南交流道-河趙台交流道（15.2公里）間開通。
- 2012年12月21日-河趙台交流道-襄陽交流道（9.7公里）間開通。
- 2016年9月9日-南三陟交流道-東海交流道（18.56公里）間開通。
- 2016年11月24日-襄陽交流道-束草交流道（18.89公里）間開通。

## 交流道列表

### 釜山浦項高速公路
- 1  海雲臺交流道
- 1-1東釜山交流道
- 2  機張交流道
- 2-1機張系統（釜山外環高速公路）
- 3  長安交流道
- 長安服務區
- 4  溫陽交流道
- 5  青良交流道
- 6  文殊交流道
- 7  蔚山系統（蔚山高速公路）
- 8  凡西交流道
- 外東服務區
- 9  南慶州交流道
- 10 東慶州交流道
- 陽北服務區
- 11 南浦項交流道

### 三陟-束草路段
- 29 近德交流道
- 30 三陟交流道
- 31 東海交流道
- 32 望祥交流道
- 東海服務區（南向）
- 玉溪服務區（北向）
- 33 玉溪交流道
- 34 南江陵交流道
- 邱井服務區
- 35 江陵交流道
- 36 江陵系統（嶺東高速公路）
- 37 北江陵交流道
- 38 南襄陽交流道
- 襄陽臨時服務區
- 39 河趙台交流道
- 40 襄陽系統（首爾襄陽高速公路）
- 41 北襄陽交流道
- 42 束草交流道

## 通過行政區
- 釜山廣域市
  - 海雲台區 - 機張郡
- 蔚山廣域市
  - 蔚州郡 - 中區
- 慶尚北道
  - 慶州市 - 浦項市
- 江原道
  - 三陟市 - 東海市 - 江陵市 - 襄陽郡 - 束草市